# 스구리 후미에
스구리 후미에(일본어: 村主 章枝, 1980년 12월 31일~)는 일본의 피겨스케이팅 선수이다.
지바현 지바시 태생이며, 현 거주지는 가나가와현 요코하마시이다. 와세다 대학교를 졸업했다. 일본항공(JAL)의 조종사인 아버지를 따라 미국 알래스카주 앵커리지에서 어린 시절을 보냈으며, 그 곳에서 스케이트를 시작했다. 일본으로 돌아온 후에도 계속 피겨스케이팅을 했으며, 1997년 일본 선수권 여자 싱글 부문에서 우승하였다. 이후로도 일본 선수권에서 4회(2001년, 2002년, 2003년, 2006년) 추가로 우승을 차지했다. 올림픽에는 2회 참가하여 2002년 동계 올림픽 5위, 2006년 동계 올림픽 4위에 올랐다. 4대륙 선수권 대회에서 세 차례(2001년, 2003년, 2005년) 우승했으며, 2006년 세계 선수권 대회에서 2위에 올랐다. 2009년 일본 선수권 대회에서 아사다 마오에 이어 2위에 올랐다. 2009년 ~ 2010년 시즌에서 그랑프리 시리즈인 스케이트 아메리카에서 7위, 컵 오브 차이나에서 4위에 올랐으며, 일본 선수권에서 7위로 2010년 동계 올림픽 참가 자격은 얻지 못했다.

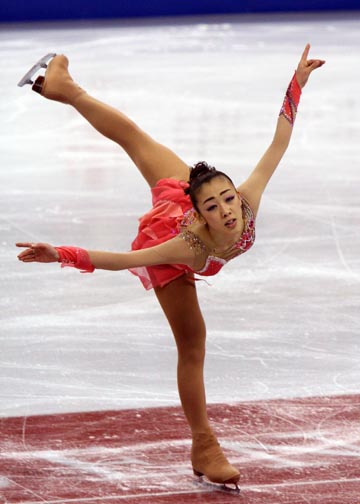
2008년 스케이트 캐나다에서 연기를 펼치는 스구리